# المدرسة الدولية الهندية (الرياض)
المدرسة الدولية الهندية في الرياض هي مدرسة هندية دولية تقع في مدينة الرياض، المملكة العربية السعودية. تأسست المدرسة في 9 أكتوبر 1982. تدرس جميع الفئات العمرية من الإبتدائية إلى الثانوية. المدرسة معترف بها من قبل وزارة التعليم في المملكة العربية السعودية وهي عضو في المجلس المركزي للتعليم الثانوي للإتحاد الهندي (CBSE).

## روابط خارجية
- Official Website
- Alumni group